# MX Андромеды
MX Андромеды (лат. MX Andromedae) — одиночная переменная звезда в созвездии Андромеды на расстоянии приблизительно 60045 световых лет (около 18410 парсеков) от Солнца. Видимая звёздная величина звезды — от +17,9m до +16,9m.

## Характеристики
MX Андромеды — жёлто-белая пульсирующая переменная звезда типа RR Лиры (RRAB) спектрального класса F5. Эффективная температура — около 6751 K.